# Saxifraga balfourii
Saxifraga balfourii är en stenbräckeväxtart som beskrevs av Adolf Engler och Irmsch.. Saxifraga balfourii ingår i Bräckesläktet som ingår i familjen stenbräckeväxter. Inga underarter finns listade i Catalogue of Life.